# Helena da Silva
Helena da Silva (m.1590, Celas, Coimbra), também referida na antiga ortografia como Elena da Silva, foi uma religiosa cisterciense e poetisa portuguesa do século XVI.

## Biografia
Natural de Coimbra e de uma família da nobreza portuguesa, D. Helena da Silva já era nascida em 1567, sendo a segunda filha de D. António de Almeida (m.1592), contador-mor, e de D. Valéria Borges (1530-1598). Dos sete filhos do casal foi a única a adoptar o apelido Silva em vez de Meneses como os seus irmãos. Era neta pelo lado materno do dramaturgo português Gil Vicente (1465-1536) e pelo lado paterno de D. Luís de Meneses da Casa de Abrantes.
Bastante jovem partiu com os seus pais para Lisboa, com o intuito de a casarem, contudo, durante a viagem, após se cruzarem com um peregrino de Borgonha, que lhes pediu esmola, D. Helena da Silva irrompeu em lágrimas, contando-lhes que tivera uma visão e desejava seguir a vida religiosa. Cumprindo com os seus desejos, de regresso à sua terra natal, os seus pais ingressaram-na como noviça no Real Mosteiro de Santa Maria de Celas, pertencente à Ordem de São Bernardo ou Cister, onde pouco depois adoptou os conselhos evangélicos, os votos religiosos e o hábito tornando-se religiosa. Por essa ocasião, a sua tia e madrinha de baptismo D. Paula Vicente conseguiu atribuir, junto da Infanta D. Maria, o valor de dez mil reais de tença por ano à jovem freira.
Cumprindo longos períodos de meditação e clausura monástica assim como vários regimes exaustivos de jejum, ficando somente a pão e água, rapidamente começou a ganhar fama pela sua extrema devoção à Paixão de Cristo e pelas suas visões, tendo profetizado sobre a batalha de Alcácer-Quibir e a morte de D. Sebastião antes de estes eventos ocorrerem.
Faleceu a 28 de maio de 1590, durante o sono.

## Obras
Fluente em português, castelhano, francês e latim, durante a sua vida monástica, D. Helena da Silva ficou também célebre por ter escrito vários poemas e textos em castelhano, tais como:
- La pasion de Cristo nuestro Señor (apud Anno Historico)[9][10]
- Vida de Nossa Senhora a partir dos versos de Virgílio.[11][12][13]